# Бондаренко, Роман Игоревич
Роман Игоревич Бондаренко (бел. Раман Ігаравіч Бандарэнка; 1 августа 1989, Минск — 12 ноября 2020, там же) — белорусский менеджер и активист, умерший предположительно после избиения силовиками.
Препятствуя уничтожению исторической бело-красно-белой символики в своём дворе (Площадь Перемен), Роман был избит и увезён на микроавтобусе группой неизвестных в штатском и масках. Чуть позже бригадой скорой помощи он был доставлен без сознания из Центрального РУВД города Минска в больницу, где впоследствии скончался. Его гибель вызвала общественный резонанс как в Белоруссии, так и за рубежом.
Последней записью Романа в дворовом чате Telegram-канала перед тем, как он спустился на площадку, была «Я выхожу». Некоторые участники акций протеста в Белоруссии стали использовать эту фразу как один из лозунгов.

## Биография
Родился 1 августа 1989 года в Минске. Мать, Елена Сергеевна, работала в школе учителем. Отец, Игорь, служил в воздушно-десантных войсках в ГДР, накануне объединения Германии. Когда Роману было 3,5 года, семья переехала в Россию — в город Нижневартовск Ханты-Мансийского автономного округа.
Когда Роману было 16 лет, мать с сыном вернулась из Нижневартовска в Минск, а отец остался работать в России.
После школы поступил в Минский государственный архитектурно-строительный колледж, где обучался четыре с половиной года. В 2007 году участвовал в декоративной росписи трапезной Жировичского монастыря под руководством В. И. Чернухи.
После окончания колледжа поступил в Белорусскую государственную академию искусств, окончив факультет дизайна в 2012 году.
В 2014 году проходил срочную службу в 3-й отдельной Краснознамённой бригаде специального назначения Внутренних войск МВД Беларуси (воинская часть 3214), поддерживал в дальнейшем регулярные контакты с сослуживцами. Позже работал администратором, а затем директором одного из розничных магазинов сети «Остров чистоты» в Минске.
Во время протестов двор рядом с домом, в котором жил Роман, стал широко известен как «Площадь Перемен». Данное название возникло после того, как жители жилого комплекса в квартале между улицами Червякова, Каховская и Сморговский тракт расписали фреску с «диджеями перемен» — Кириллом Галановым и Владиславом Соколовским — на одной из стен трансформаторной будки. Этот мурал 14 раз уничтожался разными способами, но жители всякий раз восстанавливали его. В ноябре 2020 года телеграм-канал НЕХТА сообщил, что располагает информацией о том, что Роман Бондаренко является автором известного мурала на площади Перемен.
По словам родственников, на акции протеста и марши Роман не ходил. Бондаренко поддерживал оппозицию.

### Обстоятельства смерти
11 ноября 2020 года примерно в 22:00 на «Площадь Перемен» приехали шесть мужчин и три женщины в штатском и в масках (так называемые «тихари») и начали срезать вывешенные местными жителями белые и красные ленты. Роман Бондаренко узнал об этом в чате, вышел на улицу и стоял в стороне, молча наблюдая за происходящим. Во время пререканий между неизвестными он сделал какое-то замечание. По свидетельствам очевидцев, один из неизвестных агрессивно спросил у него «Ты чего борзый такой?» и сильно толкнул Романа, так что тот ударился головой о детскую горку и упал. Неизвестный попытался задержать Романа, прижав его к земле, нанося удары кулаком и отдавая команды «Лежать!», что могло выдавать в нём работника силовых структур. В скором времени зачинщик драки отошёл, а избиение продолжили трое других неизвестных. Чуть позже Романа эти же три лица подняли и понесли к дороге, а группу замыкал зачинщик драки. В это же время Роман продолжал сопротивляться. В 22:15 все четверо неизвестных затолкали Романа в подъехавший серебристый микроавтобус. Происходящее во дворе было заснято очевидцами с разных ракурсов и затем выложено в Интернет. Его доставили в Центральный РОВД, откуда он 12 ноября в 0:05 поступил в приёмное отделение минской городской клинической больницы скорой помощи. Роман был доставлен в больницу в крайне тяжёлом состоянии, перешедшем в кому. У пострадавшего диагностировали большой отёк мозга, закрытую черепно-мозговую травму, субдуральные гематомы, ушибы, ссадины. Ему несколько часов делали операцию по трепанации черепа.
12 ноября Роман, не приходя в сознание, умер в реанимации после того, как у него поднялась температура до 40 градусов.
18 ноября в Telegram-канале НЕХТА была опубликована аудиозапись телефонных переговоров предположительно Дмитрия Баскова и Дмитрия Шакуты. Собеседники обсуждают обстоятельства избиения Романа Бондаренко и передачу его ОМОНовцам. Один из собеседников сетует, что они передали Романа ОМОНовцам ещё в сознании, а теперь они же утверждают, что до передачи Роман уже находился в бессознательном состоянии, и потому вся вина за это лежит именно на них. На следующий день, 19 ноября, была опубликована ещё одна аудиозапись телефонных переговоров между мужчиной и женщиной, голоса которых очень похожи на голоса главы Федерации хоккея Беларуси Дмитрия Баскова и пресс-секретаря Александра Лукашенко Натальи Эйсмонт. Они обсуждают поездки по минским дворам. Собеседники упоминают имена и фамилии других участников «рейдов», а также то, что один из участников «рейда» возьмёт с собой «инструмент боевой» и что есть задача не только «ставить на место», но и «паковать».

### Ход расследования смерти
Утром 13 ноября Следственный комитет Республики Беларусь на своем канале в мессенджере Telegram разместил сообщение: «11 ноября в милицию поступило сообщение о том, что во дворе дома на улице Червякова в Минске произошла драка между агрессивно настроенными местными жителями, вешающими ленты, и лицами, их снимающими. Прибывшие на место сотрудники милиции обнаружили мужчину с телесными повреждениями и признаками алкогольного опьянения. Минчанин был доставлен в Центральное РУВД г. Минска для выяснения обстоятельств случившегося. В связи с ухудшением самочувствия мужчины правоохранители вызвали ему скорую медицинскую помощь. Минчанин был осмотрен медиками, после чего госпитализирован в учреждение здравоохранения, где при первичном осмотре наряду с телесными повреждениями у него диагностирована алкогольная интоксикация. На следующий день, несмотря на оказанную медицинскую помощь, мужчина скончался. На место происшествия выбывала следственно-оперативная группа. Для установления точной причины смерти назначена судебно-медицинская экспертиза, изъята необходимая медицинская документация, анализируются видеозаписи, размещённые в интернете».
Практически сразу после обнародования следователями информации о том, что Роман Бондаренко якобы был с признаками алкогольного опьянения, врачи минской больницы скорой помощи опровергли эту информацию, заявив, что по результатам анализов, в его крови этанол не был обнаружен, и предоставив подтверждающие документы. 18 ноября председатель Совета Республики Наталья Кочанова заявила: «То, что он был пьяный — сто процентов. Сейчас разбираются, и уже установили, что в Интернет выкинули ложную информацию, что он был трезвый». Однако вечером этого же дня был обнародован результат лабораторного исследования биологических образцов для определения концентрации абсолютного этилового спирта в крови Романа Бондаренко за 12 ноября. В документе указано, что этиловый спирт в крови не обнаружен.
14 ноября в СМИ появилась информация о том, что рядом с лицами, напавшими на Бондаренко, был замечен человек, похожий на председателя Федерации хоккея Республики Беларусь Дмитрия Баскова. Было также отмечено, что человек, который первым напал на Романа Бондаренко и нанёс ему несколько ударов, очень похож на чемпиона мира по тайскому боксу и кикбоксингу Дмитрия Шакуту. 16 ноября министр иностранных дел Латвии Эдгар Ринкевич принял решение о запрете въезда в страну главы ФХБ Дмитрия Баскова и кикбоксера Дмитрия Шакуты.
18 ноября пресс-служба Генпрокуратуры сообщила, что семья может забрать тело Романа Бондаренко, выложив при этом аудиозапись разговора с матерью погибшего. Родные говорят, что этот звонок состоялся утром, но разговор был «частным», и они считают, что силовики не имели права его публиковать.
19 ноября Генеральная прокуратура возбудила уголовное дело в отношении врача УЗ «Городская клиническая больница скорой медицинской помощи» Артёма Сорокина и иного лица по признакам преступления, предусмотренного ч. 3 ст. 178 Уголовного кодекса. В прокуратуре заявили, что «действуя умышленно, без служебной необходимости, подозреваемый вступил в преступный сговор с представителем интернет-ресурса TUT.BY, которому сообщил сведения о результатах медицинского освидетельствования Романа Бондаренко. Тем самым он разгласил врачебную тайну, при этом представил недостоверную информацию». Также неизвестными была похищена журналистка TUT.BY Екатерина Борисевич, которая готовила материал о смерти Бондаренко. Она вышла в магазин и перестала отвечать на звонки. Вскоре Екатерина в сопровождении неизвестных вернулась домой. Через какое-то время в сопровождении трёх неизвестных она вышла из подъезда и была посажена в микроавтобус, а затем доставлена в СИЗО КГБ. 24 ноября международная правозащитная организация Amnesty International в своём публичном заявлении признала врача службы скорой медицинской помощи Артёма Сорокина и журналистку TUT.BY Екатерину Борисевич узниками совести и призвала немедленно их освободить. Белорусские правозащитные организации признали Борисевич политической заключённой. Заместитель председателя Белорусской ассоциации журналистов Борис Горецкий сказал, что власти борются не с проблемой, а со СМИ: «Они думают, что если пресса не будет писать про Бондаренко, то люди не узнают об этом. Они, конечно же, всё узнают, но СМИ всё равно попадают под удар».
25 ноября на государственном телеканале СТВ вышел репортаж Григория Азарёнка. В нём, в частности, была представлена прослушка телефонных разговоров Елены Бондаренко — матери Романа Бондаренко. 26 ноября Елена Бондаренко подала заявление в Центральное РУВД о возбуждении уголовного дела по факту прослушки её телефонных разговоров и их использования в репортаже Григория Азарёнка. Также случившееся прокомментировала сестра Романа Бондаренко.
1 декабря Белорусский фонд спортивной солидарности (БФСС) инициировал запрос по привлечению председателя Федерации хоккея Беларуси, члена исполкома НОК Дмитрия Баскова к дисциплинарной ответственности по линии Международной федерации хоккея (IIHF) и Международного олимпийского комитета. В пресс-релизе отмечается, что БФСС будет добиваться полного запрета Дмитрию Баскову на представление олимпийского движения Белоруссии и пожизненный запрет на участие в любых хоккейных мероприятиях.
12 декабря стало известно, что по запросу TUT.BY было проведено фоноскопическое исследование аудиозаписей с голосами Баскова и Шакуты. Исследование выполнила российский специалист Элла Витальевна Боргоякова (через ООО «ГлавЭксперт», город Москва). Краткий итоговый вывод 60-страничного заключения: «На основе изученного специалист пришла к категорическому выводу, что голоса на аудиозаписи принадлежат именно Дмитрию Шакуте и Дмитрию Баскову. Признаков монтажа не обнаружено. А в речи собеседников выявлен целый ряд признаков, характерных именно для спонтанной, а не подготовленной заранее речи».
27 января 2021 года инициатива «BYPOL» опубликовала расследование по факту гибели Романа Бондаренко. По данным BYPOL, благодаря полученным аудиозаписям и биллингу номеров мобильных телефонов им удалось достоверно установить круг лиц, причастных к убийству:
- Шакута Дмитрий Викторович (чемпион мира по тайскому боксу и кикбоксингу)
- Басков Дмитрий Юрьевич (глава федерации хоккея)
- Эйсмонт Наталья Николаевна (пресс-секретарь Лукашенко)
- Эйсмонт Анна Михайловна (ведущая спортивных новостей, сестра мужа Натальи Эйсмонт)
- Волчек Павел Владимирович (хоккеист, член хоккейной команды Лукашенко)
- Волчек Жанетта Николаевна (психолог, жена Павла Волчека)
- Сарман Сергей Васильевич (сотрудник СОБР)
- Антюфеев Сергей Михайлович (сотрудник СОБР)
- Буйкевич Олег Игоревич (сотрудник СОБР)
- Савенко Роман Витальевич (сотрудник СОБР)
- Тимановский Евгений Владимирович (сотрудник СОБР)
- Кулешов Руслан Александрович (сотрудник ОМОН)
- Кривошеин Роман Александрович (сотрудник ОМОН)
- Бобков Алексей Валерьевич (сотрудник Центрального РУВД Минска[тарашк.])

18 февраля 2021 года Генеральная прокуратура Республики Беларусь завела уголовное дело по ч. 3 ст. 147 УК РБ по факту умышленного причинения тяжкого телесного повреждения, которое повлекло смерть по неосторожности. 17 сентября 2021 года Генеральная прокуратура приостановила дело, так как не смогла найти, кого привлечь к уголовной ответственности.
24 сентября 2021 года «BYPOL» обнародовала слив разговоров сотрудников Главного управления внутренних дел Минского горисполкома касательно убийства Бондаренко. В разговоре 11 ноября 2020 года командир группы ОМОН Руслан Кулешов сообщил командиру ОМОН ГУВД Мингорисполкома Дмитрию Балабе, что кикбоксер Шакута травмировал Бондаренко при похищении на улице Червякова в Минске. 12 ноября 2020 года начальник ГУВД Мингорисполкома Михаил Гриб подтвердил в телефонном разговоре Балабе, что черепно-мозговую травму Бондаренко нанёс Шакута, что засвидетельствовано на выложенной в Интернет видеозаписи.

## Реакция в Беларуси
Вечером 12 ноября порядка тысячи неравнодушных белорусов пришли на «Площадь Перемен», чтобы отдать дань уважения Роману Бондаренко. К вечеру двор, где жил и был убит Роман Бондаренко, превратился в мемориал, люди нескончаемо несли цветы, плакаты, свечи и лампадки. На следующий день в разных районах Минска, других городов и населённых пунктов Белоруссии люди вышли на акции памяти. Акции памяти сопровождались задержаниями их участников, например в Бресте и Барановичах.
13 ноября в ходе встречи с белорусскими и зарубежными журналистами Александр Лукашенко выразил соболезнования родителям Романа Бондаренко и сообщил, что 12 ноября поручил председателю Следственного комитета расследовать произошедшее, а 13 ноября поручил генеральному прокурору взять это под «серьёзнейший контроль». Лукашенко рассказал журналистам следующее: «Но в данном случае, как мне доложили, завязалась драка, притом драка серьёзная. И кто-то (это ж в милиции всё есть) из протестующих позвонил „карателям“ в милицию. Выехал усиленный наряд милиции. Когда они подъехали, как обычно, все разбежались. А этот то ли травмирован был, то ли что… В нетрезвом состоянии. Это признано. Заключение сегодня представил Следственный комитет. Они выложили это все. Он был пьяным. Конечно, его взяли и повезли в этот отдел. Ему стало плохо по дороге, как мне доложили. Они вызвали скорую помощь и отправили его в больницу».
Депутат Палаты представителей Национального собрания Республики Беларусь Валерий Воронецкий призвал прекратить насилие и восстановить закон и справедливость.
Председатель правозащитного центра «Вясна» Алесь Беляцкий обвинил в гибели Романа Бондаренко МВД Белоруссии.
Бывший кандидат в президенты Сергей Черечень призвал к немедленному честному расследованию.
«Очередная жертва террора, очередная жертва насилия», — так охарактеризовал смерть Романа Бондаренко епископ Юрий Кособуцкий 13 ноября во время молитвы памяти убитого в Кафедральном соборе Пресвятого Имени Пресвятой Девы Марии в Минске.
13 ноября панихиды по убитому Роману Бондаренко также прошли в Свято-Покровском кафедральном соборе в Гродно, костеле Непорочного Зачатия Пресвятой Девы Марии в Бобруйске, Соборе Трёх Святителей в Могилёве.
15 ноября в 12:00 в Минске и других городах страны начался марш «Я выхожу!» памяти Романа Бондаренко и всех жертв с начала протестов. В Минске силовики первоначально помешали образоваться большой колонне демонстрантов. Люди разбегались, но упрямо возвращались на маршрут к «Площади Перемен». Против демонстрантов были применены спецсредства: светошумовые гранаты и слезоточивый газ. Некоторых задержанных сильно избивали дубинками. Марш в Минске завершился разгромом «Площади Перемен», на которую прибыло огромное число силовиков, которых было в несколько раз больше, чем протестующих. Всё закончилось массовыми задержаниями и уничтожением мемориала Роману Бондаренко.
Трансляцию событий с «Площади Перемен» вёл «БелСат» (журналистки телеканала Катерина Андреева, Дарья Чульцова были после этого арестованы, а в феврале 2021 года получили по два года лишения свободы). Протесты в память о Романе Бондаренко также прошли в Гомеле, Витебске, Гродно, Барановичах, Лиде, Солигорске, Молодечно, Жодине, Бресте, Новогрудке и других городах.

## Международная реакция
В заявлении от 13 ноября 2020 года ЕС осудил жестокость. Диппредставительства Великобритании, Германии, ЕС в Минске почтили честь убитого минутой молчания.
Про гибель Романа Бондаренко написали или выпустили сюжеты многие зарубежные СМИ, в том числе такие крупные, как Белсат, U.S. News & World Report, Meduza, РИА Новости, Русская служба BBC, Настоящее время, Associated Press, Libération, TVP Info, Washington Post, bne IntelliNews, ČT24 и другие.
19 ноября 2020 года посол США в Организации по безопасности и сотрудничеству в Европе Джим Гилмор выступил с заявлением относительно убитого Романа Бондаренко и того, что его соотечественникам не разрешили оплакивать потерю, поскольку силы безопасности применили насилие, чтобы разогнать и арестовать более 1200 человек, безжалостно снеся стихийные памятники в Минске и по всей стране 15 ноября, назвав такие действия признаком «безнаказанности, с которой белорусские силы безопасности продолжают жестокое подавление мирных демонстрантов».
26 ноября 2020 года Европарламент в серии докладов обсудил ситуацию в Белоруссии, нарушения прав человека белорусскими властями на примере убийства Романа Бондаренко. Итогом обсуждения стало принятие резолюции «по поводу продолжающегося нарушения прав человека в Белоруссии, в частности, убийства Романа Бондаренко», поддержанной абсолютным большинством депутатов, с призывом «быстрого, тщательного, беспристрастного и независимого расследования смерти».
9 августа 2021 года Дмитрий Шакута был внесён в список специально обозначенных граждан и заблокированных лиц США за «насильственное нападение на Бондаренко» и передачу его милиции.

## Похороны
Вечером 19 ноября стало известно, что церемония прощания с Романом Бондаренко пройдёт в Минске (Советский район) в пятницу 20 ноября в Храме Воскресения Христова на Зелёном Лугу (улица Гамарника, д. 27А), с 11:00 до 12:00. Семья Романа Бондаренко сообщила, что на церемонию прощания могут прийти все желающие. Погребение Романа семья запланировала на Северном кладбище. Там он был и похоронен.
20 ноября состоялась церемония прощания. На площадке перед храмом собралось несколько тысяч человек. В 12:00 в знак памяти засигналили автомобили, а чуть позже люди стали кричать «Жыве Беларусь!», «Не забудем, не простим!», «Рома, ты герой», «Я выхожу».

## Память
Вечером 14 ноября 2020 года в Красном костёле Минска состоялся симфонический концерт, посвящённый памяти Романа Бондаренко, с исполнением «Реквиема» Вольфганга Амадея Моцарта.
17 ноября 2020 года белорусская певица Анна Шаркунова в память о Романе Бондаренко выпустила видеоклип «Рисунки на стене». Также другие музыканты посвятили песни и клипы Роману Бондаренко.
27 ноября 2020 года анимационный веб-сериал Mr. Freeman выпустил серию, посвящённую протестам в Республике Беларусь, под названием «Я выхожу!»
8 декабря российская группа «Танцы минус» выпустила клип на песню «За шагом шаг», посвящённую Роману Бондаренко.
6 января 2021 года стало известно, что 12 января состоится премьера короткометражного фильма «Менск 2020». Автор идеи и режиссёр Анастасия Мацкевич посвятила его памяти Романа Бондаренко. Фильм рассказывает о событиях на «площади Перемен» 15 ноября 2020 года.
24 ноября 2022 г. Бондаренко был посмертно награждён Медалью ордена Погони Рады Белорусской народной республики.